# Le Château de ma mère (film)
Pour le livre original, voir Le Château de ma mère.
Série Cycle Souvenirs d'enfance
La Gloire de mon père
(1990)
Pour plus de détails, voir Fiche technique et Distribution.
Le Château de ma mère est un film français d’Yves Robert, sorti en 1990.
Le film est basé sur le scénario de Jérôme Tonnerre, d’après le roman du même nom du cycle des Souvenirs d'enfance de Marcel Pagnol publié en 1957.
Il s'agit de la suite de La Gloire de mon père, sorti la même année dans les salles. Philippe Caubère et Nathalie Roussel incarnent les parents de Marcel Pagnol (Julien Ciamaca) et Paul (Victorien Delamare). L'oncle Jules et la tante Rose sont interprétés par Didier Pain et Thérèse Liotard. Des passages du texte du roman original sont narrés par Jean-Pierre Darras.

## Synopsis

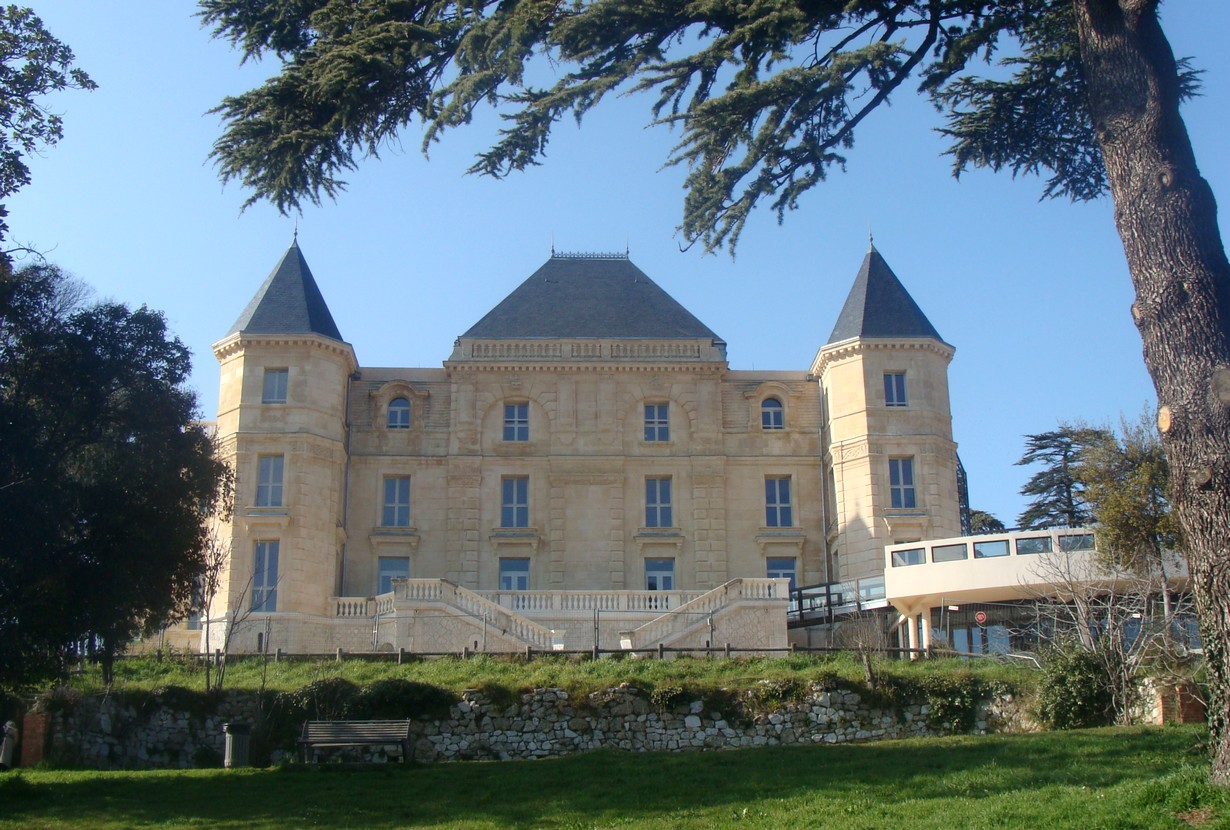
Le château de la Buzine, le « château de ma mère » selon Pagnol.

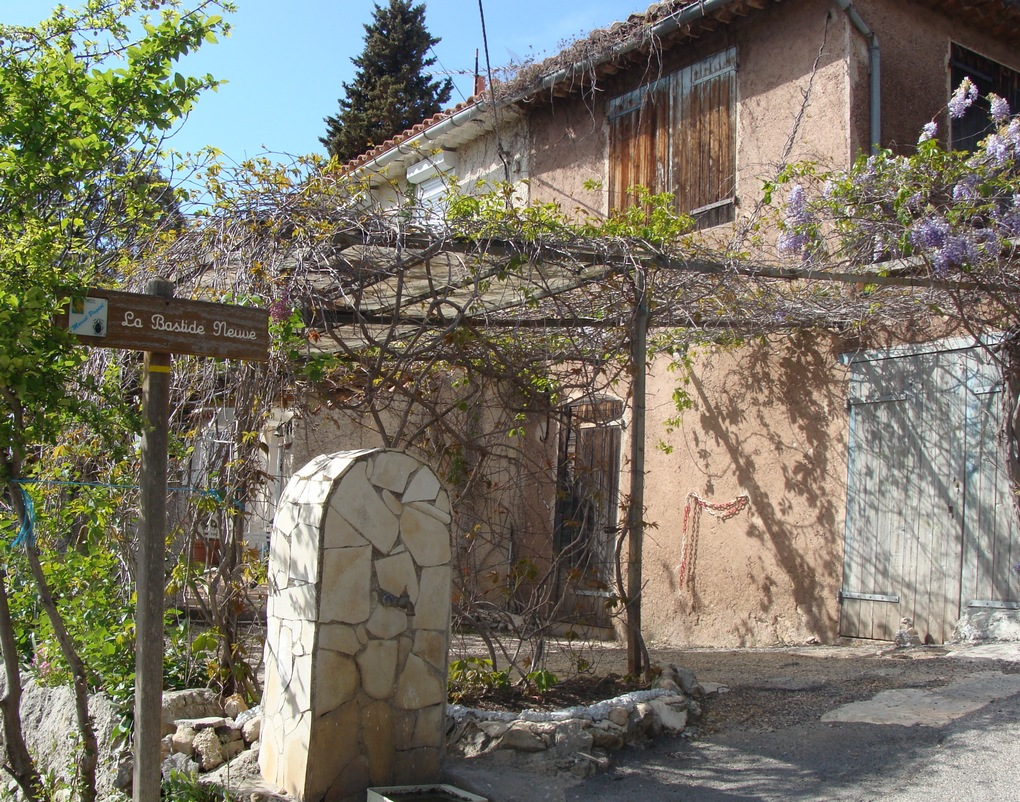
La Bastide Neuve de La Treille, dans les collines du Garlaban.

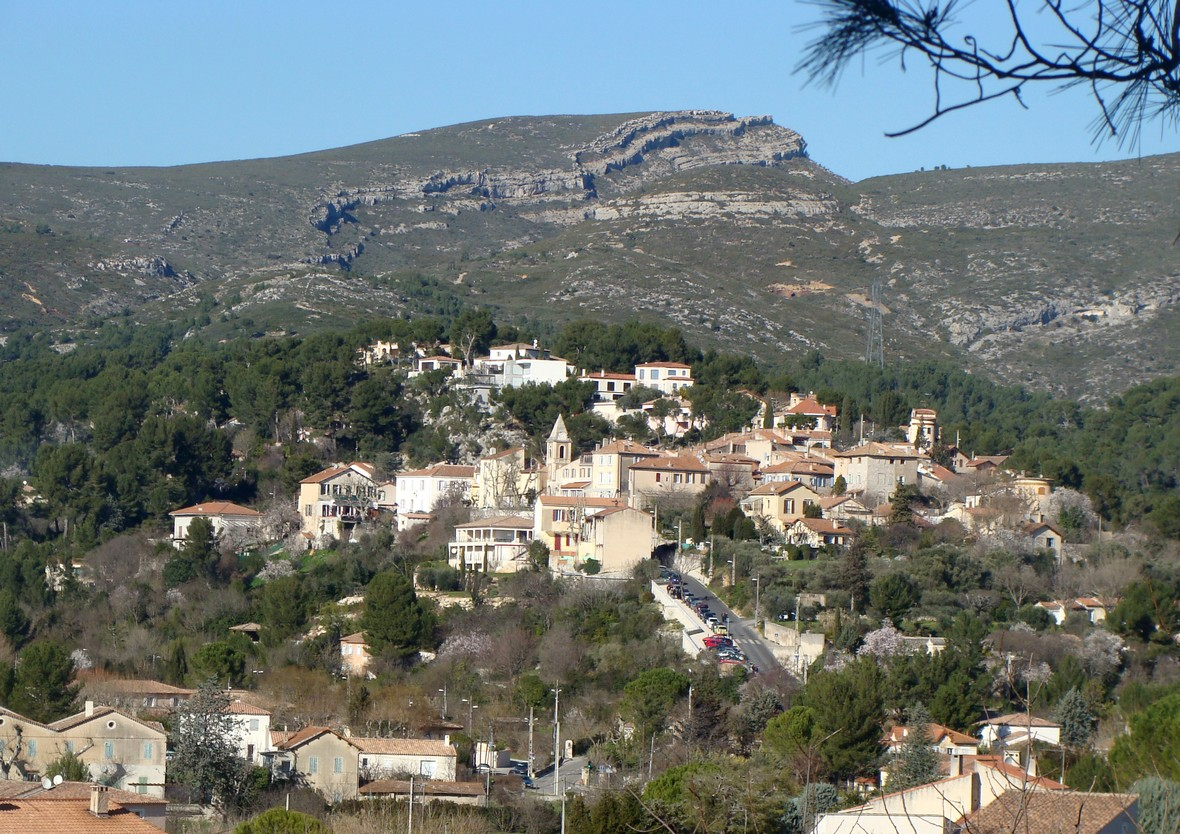
La Treille, et les collines du Garlaban de Marcel Pagnol, près de Marseille.

Chaque fin de semaine et en été, le jeune Marcel Pagnol passe ses vacances d'enfance en famille, à la Bastide Neuve de La Treille, dans les collines du Garlaban, au-dessus de Marseille. Marcel a hâte de retrouver son « petit frère des collines », Lili des Bellons. Mais le trajet est long depuis la cité phocéenne. Joseph, le père de Marcel, décide alors de passer illégalement par les berges du canal pour raccourcir la marche de plusieurs kilomètres, ce qui n'est pas du goût d'Augustine, sa femme, angoissée à l'idée de traverser des propriétés privées. La famille Pagnol se fait bientôt surprendre dans les jardins du château de la Buzine appartenant à un ancien militaire.
Marcel s'éprend bientôt de la prétentieuse Isabelle Cassignol, fille d'un soi-disant riche poète en vacances à La Treille. Aveuglé par l'amour, le jeune garçon, manipulé par Isabelle, délaisse bientôt sa famille et son ami Lili.

## Fiche technique
Sauf indication contraire, les informations mentionnées dans cette section peuvent être confirmées par la base de données cinématographiques IMDb,  présente dans la section « Liens externes ».
- Titre original et québécois : Le Château de ma mère[2]
- Titre international : My Mother's Castle[3]
- Réalisation : Yves Robert
- Scénario : Yves Robert et Jérôme Tonnerre, d'après le roman autobiographique de Marcel Pagnol, publié en 1957
- Musique : Vladimir Cosma
- Décor : Jacques Dugied
- Costumes : Agnès Nègre
- Photographie : Robert Alazraki
- Son : Claude Villand, Alain Sempé, Olivier Villette
- Montage : Pierre Gillette
- Production : Alain Poiré
- Sociétés de production[4] : Les Productions de la Guéville, TF1 Films Production et Gaumont Production, avec la participation du C.N.C.
- Sociétés de distribution : Gaumont
- Budget : n/a
- Pays de production :  France
- Langues originales : français, occitan
- Format[5] : couleur (Eastmancolor) - 35 mm - 1,85:1 (Panavision) - son Dolby stéréo
- Genre : comédie dramatique, aventures, romance, biopic
- Durée : 98 minutes
- Dates de sortie [3]:
  - France : 26 octobre 1990
  - Belgique : 1er novembre 1990
- Classification[6] :
  - France : tous publics (conseillé à partir de 10 ans)[7],[8]
  - Belgique : tous publics (Alle Leeftijden)[9]
  - Québec : en attente de classement[2]

## Distribution
- Philippe Caubère : Joseph Pagnol
- Nathalie Roussel : Augustine Pagnol
- Julien Ciamaca : Marcel Pagnol
- Victorien Delamare : Paul Pagnol
- Didier Pain : Oncle Jules
- Thérèse Liotard : Tante Rose
- Joris Molinas : Lili des Bellons
- Pierre Maguelon : François, père de Lili
- Jean Carmet : le garde ivrogne
- Philippe Uchan : Bouzigue
- Jean Rochefort : Adolphe Cassignol, alias Loïs de Montmajour
- Michel Modo : le facteur
- Georges Wilson : le comte colonel
- Patrick Préjean : Dominique, le jardinier
- Paul Crauchet : Edmond des Papillons dit Mond des Parpaillouns
- Julie Timmerman : Isabelle Cassignol
- Ticky Holgado : Binucci
- Jean-Marie Juan : Fenestrelle
- René Loyon : Monsieur Besson
- Josy Andrieu : la femme du directeur de l'école
- Jean-Pierre Darras : voix du narrateur, Marcel Pagnol âgé
- Jacqueline Willems : la vendeuse de pommes de terre sur le marché.

## Bande originale
Vladimir Cosma signe l'ensemble des titres des bandes originales des deux films, qu'il enregistre en dirigeant l'Orchestre philharmonique de Paris.
| 1.  | Le Château De Ma Mère             | Vladimir Cosma | 2:32 |
| 2.  | Mon Ami Lili                      | Vladimir Cosma | 1:00 |
| 3.  | Les Vacances                      | Vladimir Cosma | 2:19 |
| 4.  | Isabelle                          | Vladimir Cosma | 1:51 |
| 5.  | Marcel Et Augustine               | Vladimir Cosma | 1:29 |
| 6.  | Le Temps Retrouvé                 | Vladimir Cosma | 2:03 |
| 7.  | La Belle Isabelle                 | Vladimir Cosma | 1:41 |
| 8.  | Augustine                         | Vladimir Cosma | 2:33 |
| 9.  | La Valse d'Augustine              | Vladimir Cosma | 2:51 |
| 10. | The Song Of Departure (Piano Rag) | Vladimir Cosma | 2:19 |
| 11. | Sans titre                        | Vladimir Cosma | 1:14 |
| 12. | Souvenirs D'Enfance               | Vladimir Cosma | 2:20 |
| 13. | Le Branle De Reichshoffen         | Vladimir Cosma | 1:20 |
| 14. | La Peur D'Augustine               | Vladimir Cosma | 2:03 |
| 15. | La Gloire De Mon Père             | Vladimir Cosma | 2:44 |

## Distinctions

### Sélections
Entre 1991 et 1992, Le Château de ma mère a été sélectionné 6 fois dans diverses catégories et a remporté 1 récompense,.

### Récompenses
- Festival international du film de Seattle 1991 : Golden Space Needle du meilleur film.

### Nominations
- César 1991 :
  - Meilleure actrice dans un second rôle pour Thérèse Liotard,
  - Meilleur jeune espoir masculin pour Philippe Uchan,
  - Meilleurs costumes pour Agnès Nègre,
  - Meilleure musique originale pour Vladimir Cosma.
- Association des critiques de cinéma de Chicago 1992 : Meilleur film en langue étrangère.

## Remarques
- Le château de la Buzine étant en mauvais état à l'époque du tournage, on lui substitue dans le film celui d'Astros, situé à Vidauban, dans le Var[14].
- Le château de la Gaude, situé dans le quartier des Pinchinats à Aix-en-Provence, sert également de décor au film pour l'un des châteaux voisins de la Buzine, celui du comte colonel du 1er cuirassiers[15].